# Distretto di Higashichikuma
Il distretto di Higashichikuma (東筑摩郡, Higashichikuma-gun?) è uno dei distretti della prefettura di Nagano, in Giappone.
Attualmente fanno parte del distretto i comuni di Asahi, Chikuhoku, Ikusaka, Omi e Yamagata.